# ヘスス・マヌエル・コロナ
ヘスス・マヌエル・コロナ・ルイス（Jesús Manuel Corona Ruíz, 1993年1月6日 - ）は、メキシコ・エルモシージョ出身のサッカー選手。リーガMX・モンテレイ所属。メキシコ代表。ポジションはFW。
リーガでの登録名は ｢テカティート｣ (Tecatito)。

## 経歴

### クラブ
メキシコのCFモンテレイでプロキャリアをスタートさせ、2010年8月7日、アトランテFC戦でデビューを果たした。
2013年8月22日、オランダのFCトゥウェンテに4年契約で移籍した。
2015年8月31日、FCポルトに移籍した。契約期間は4年で契約解除金は5000万ユーロに設定された。
2022年1月14日、セビージャFCへ完全移籍することが発表された。

### 代表
メキシコ代表として2013 FIFA U-20ワールドカップに出場した。
2014年11月12日のオランダとの親善試合でA代表デビュー。2015年5月30日のグアテマラとの親善試合で代表初得点を挙げた。2015 CONCACAFゴールドカップでは5試合に出場し、決勝のジャマイカ戦でゴールを挙げるなどメキシコの優勝に貢献。自身も大会最優秀若手選手に選出された。

## 代表歴

### 出場大会
- メキシコ代表
  - 2018 FIFAワールドカップ

### 試合数
- 国際Aマッチ 71試合 10得点（2014年-2022年）[6]

| メキシコ代表 | 国際Aマッチ | 国際Aマッチ |
| 年           | 出場        | 得点        |
| ------------ | ----------- | ----------- |
| 2014         | 2           | 0           |
| 2015         | 16          | 3           |
| 2016         | 8           | 3           |
| 2017         | 6           | 1           |
| 2018         | 8           | 0           |
| 2019         | 2           | 0           |
| 2020         | 3           | 1           |
| 2021         | 18          | 2           |
| 2022         | 8           | 0           |
| 通算         | 71          | 10          |

## タイトル

### クラブ
FCポルト
- プリメイラ・リーガ：2017-18, 2019-20
- タッサ・デ・ポルトガル：2019-20
- スーペルタッサ・カンディド・デ・オリベイラ：2018, 2020

セビージャFC
- UEFAヨーロッパリーグ : 2022-23

### 代表
- CONCACAF U-20選手権：2013
- CONCACAFゴールドカップ：2015

### 個人
- CONCACAFゴールドカップ最優秀若手選手：2015